# کلاه‌پارچه‌ای خیس جنوبی
کلاه‌پارچه‌ای خیس جنوبی (نام علمی: Roridomyces austrororidus) نام یک گونه از خانواده پارچه‌کلاهان است.